# Erwin (Dakota del Sur)
Erwin es un pueblo ubicado en el condado de Kingsbury en el estado estadounidense de Dakota del Sur. En el Censo de 2010 tenía una población de 45 habitantes y una densidad poblacional de 36,5 personas por km².

## Geografía
Erwin se encuentra ubicado en las coordenadas 44°29′17″N 97°26′27″O / 44.48806, -97.44083. Según la Oficina del Censo de los Estados Unidos, Erwin tiene una superficie total de 1.23 km², de la cual 1.23 km² corresponden a tierra firme y (0%) 0 km² es agua.

## Demografía
Según el censo de 2010, había 45 personas residiendo en Erwin. La densidad de población era de 36,5 hab./km². De los 45 habitantes, Erwin estaba compuesto por el 97.78% blancos, el 0% eran afroamericanos, el 0% eran amerindios, el 0% eran asiáticos, el 0% eran isleños del Pacífico, el 0% eran de otras razas y el 2.22% pertenecían a dos o más razas. Del total de la población el 6.67% eran hispanos o latinos de cualquier raza.